# Copa UC Sub-17 de 2015
La Copa UC Sub-17 de 2015 fue la XIV edición de la Copa UC Sub-17, torneo de fútbol juvenil organizado por el Club Deportivo Universidad Católica. Comenzó el 16 de diciembre y terminó el 20 de diciembre de 2015, resultando campeón el equipo local venciendo en la final a Atlético Paranaense de Brasil por 1-0.

## Equipos participantes
| Equipo o Selección    | País      |
| --------------------- | --------- |
| Universidad Católica  | Chile     |
| Chile Sub-17          | Chile     |
| México Sub-17         | México    |
| Universitario         | Perú      |
| Atlético Paranaense   | Brasil    |
| Nacional              | Uruguay   |
| Chivas de Guadalajara | México    |
| Banfield              | Argentina |

## Resultados

### Primera Fase

#### Grupo A
| Equipo                | Pts | PJ | PG | PE | PP | GF | GC | DIF |
| --------------------- | --- | -- | -- | -- | -- | -- | -- | --- |
| Atlético Paranaense   | 9   | 3  | 3  | 0  | 0  | 6  | 3  | 3   |
| Chile Sub-17          | 6   | 3  | 2  | 0  | 1  | 7  | 2  | 5   |
| Chivas de Guadalajara | 3   | 3  | 1  | 0  | 2  | 3  | 5  | -2  |
| Banfield              | 0   | 3  | 0  | 0  | 3  | 2  | 8  | -6  |

| 16 de diciembre de 2015, 10:30 | Banfield                | 0:1     | Chivas de Guadalajara | Cancha Alberto Buccicardi, Santiago |  |
|                                | - Juan Manuel Busto 10' | Reporte | - Omar Beltrán 66'    |                                     |  |

| 16 de diciembre de 2015, 21:10                                                            | Chile                  | 0:1     | Atlético Paranaense                                             | San Carlos de Apoquindo, Santiago |  |
|                                                                                           | - Ignacio Saavedra 54' | Reporte | - Jhonatan da Silva 33' - Marco Preto 53' - Riuler Faustino 63' |                                   |  |
| Benjamín Jerez de Chile fue elegido como el jugador del partido, por el Canal del Fútbol. |                        |         |                                                                 |                                   |  |

| 17 de diciembre de 2015, 10:30 | Chivas de Guadalajara                                             | 1:2     | Atlético Paranaense                         | Cancha Alberto Buccicardi, Santiago |  |
|                                | - Gilberto Sepúlveda 35' - Miguel Gusman 60' - Diego Hernacez 73' | Reporte | - Thiago Souza 33' - Danilo Nascimiento 75' |                                     |  |

| 17 de diciembre de 2015, 18:00                                                            | Chile | 4:0     | Banfield            | San Carlos de Apoquindo, Santiago |  |
|                                                                                           | - Matías Meneses 14' 22' - Matías Sepúlveda 17' - Brayan Garrido 21' - Matías Marín 50' - Ignacio Tapia 55' - Marcelo Allende 57' | Reporte | - José Hilu 31' 48' |                                   |  |
| Matías Meneses de Chile fue elegido como el jugador del partido, por el Canal del Fútbol. | |         |                     |                                   |  |

| 18 de diciembre de 2015, 10:30 | Atlético Paranaense                                              | 3:2     | Banfield                                  | Cancha Alberto Buccicardi, Santiago |  |
|                                | - Danilo Nascimiento 3' 70' - Marco Reis 60' - Julian Bicudo 63' | Reporte | - Tomás Caruso 16' 39' - Alexis Sossa 25' |                                     |  |

| 18 de diciembre de 2015, 18:00                                                            | Chile                                                           | 3:1     | Chivas de Guadalajara                                         | San Carlos de Apoquindo, Santiago |  |
|                                                                                           | - Matías Sepúlveda 8' - Matías Meneses 27' - Nicolás Guerra 37' | Reporte | - Oscar Macias 12' - Cristián Ortíz 30' - Diego Hernández 68' |                                   |  |
| Nicolás Guerra de Chile fue elegido como el jugador del partido, por el Canal del Fútbol. |                                                                 |         |                                                               |                                   |  |

#### Grupo B
| Equipo               | Pts | PJ | PG | PE | PP | GF | GC | DIFE |
| -------------------- | --- | -- | -- | -- | -- | -- | -- | ---- |
| Universidad Católica | 7   | 3  | 2  | 1  | 0  | 7  | 3  | 4    |
| Nacional             | 6   | 3  | 2  | 0  | 1  | 10 | 3  | 7    |
| México Sub-17        | 4   | 3  | 1  | 1  | 1  | 5  | 4  | 1    |
| Universitario        | 0   | 3  | 0  | 0  | 3  | 0  | 12 | -12  |

| 16 de diciembre de 2015, 12:00 | Nacional                                                    | 2:1     | México           | Cancha Alberto Buccicardi, Santiago |  |
|                                | - Thiago Vecino 5' - Facundo Perdomo 57' - Bryan Ocampo 71' | Reporte | - Luis Sáenz 28' |                                     |  |

| 16 de diciembre de 2015, 18:00                                                                         | Universidad Católica                                        | 3:0     | Universitario   | San Carlos de Apoquindo, Santiago |  |
| | - David Henríquez 35' - Manuel Reyes 41' - Gonzalo Jara 63' | Reporte | - Luis Quiñe 1' |                                   |  |
| Manuel Reyes de Universidad Católica fue elegido como el jugador del partido, por el Canal del Fútbol. |                                                             |         |                 |                                   |  |

| 17 de diciembre de 2015, 10:30 | México                                | 2:0     | Universitario    | Cancha Alberto Buccicardi, Santiago |  |
|                                | - Ian Torres 44' 50' - Marco Ruiz 55' | Reporte | - Luis Quiñe 47' |                                     |  |

| 17 de diciembre de 2015, 21:10                                                                            | Universidad Católica                              | 2:1     | Nacional                                                     | San Carlos de Apoquindo, Santiago |  |
| | - Sebastián Pérez 44' 58' - Jonathan Parancan 50' | Reporte | - Matías Silvera 13' 32' - Bryan Ocampo 17' - Lucas Pila 59' |                                   |  |
| David Henríquez de Universidad Católica fue elegido como el jugador del partido, por el Canal del Fútbol. |                                                   |         |                                                              |                                   |  |

| 18 de diciembre de 2015, 12:00 | Nacional                                                                                      | 7:0     | Universitario                        | Cancha Alberto Buccicardi, Santiago |  |
|                                | - Thiago Vecino 9' 34' 43' 68' - Bryan Ocampo 37' - Emiliano Martínez 38' - Thiago Vecino 65' | Reporte | - José Silva 63' - Ítalo Galarza 63' |                                     |  |

| 18 de diciembre de 2015, 21:10                                                                            | Universidad Católica                            | 2:2     | México                                                 | San Carlos de Apoquindo, Santiago |  |
| | - Sebastián Pérez 34' 65' - David Henríquez 37' | Reporte | - Oscar Ortega 33' - Diego Lainez 49' - Ian Torres 57' |                                   |  |
| David Henríquez de Universidad Católica fue elegido como el jugador del partido, por el Canal del Fútbol. |                                                 |         |                                                        |                                   |  |

### Segunda Fase

#### Paso a definición por Quinto Lugar
| 19 de diciembre, 10:30 | Chivas de Guadalajara | 0:0 (4:2 p.) | Universitario          | Cancha Alberto Buccicardi, Santiago |  |
|                        | - José Silva 21'      | Reporte      | - Fernando Cibrian 56' |                                     |  |

| 19 de diciembre, 12:00 | México                                                | 3:1     | Banfield                                                    | Cancha Alberto Buccicardi, Santiago |  |
|                        | - Ian Torres 8' 29' - Marco Ruiz 48' - Luis Sáenz 55' | Reporte | - Juan Mendoza 3' - Alexis Sosa 20' - Facundo Villanova 59' |                                     |  |

#### Semifinales
| 19 de diciembre, 19:00                                                                                 | Universidad Católica                                                                | 3:1     | Chile | San Carlos de Apoquindo, Santiago |  |
| | - Gonzalo Jara 8' - Sebastián Pérez 25' - Octavio Carreño 32' - David Henríquez 70' | Reporte | - Agustín Volker 11' - Ignacio Saavedra 22' 49' - Joaquín Romo 45' - Octavio Carreño 32' - César Lobos 55' - Benjamín Mireles 57' |                                   |  |
| Gonzalo Jara de Universidad Católica fue elegido como el jugador del partido, por el Canal del Fútbol. |                                                                                     |         | |                                   |  |

| 19 de diciembre, 20:30                                                                                | Atlético Paranaense                  | 2:0     | Nacional            | San Carlos de Apoquindo, Santiago |  |
| | - Thiago Souza 4' - Marcelo Rosa 17' | Reporte | - Thiago Vecino 54' |                                   |  |
| Thiago Souza de Atlético Paranaense fue elegido como el jugador del partido, por el Canal del Fútbol. |                                      |         |                     |                                   |  |

### Fase Final

#### Séptimo lugar
| 20 de diciembre, 9:30 | Banfield                                         | 4:1     | Universitario                          | Cancha Alberto Buccicardi, Santiago |  |
|                       | - Agustín Paz 12' 28' 50' - Tomás Leuzzi 63' 63' | Reporte | - José Silva 11' - Joaquín Herrera 33' |                                     |  |

#### Quinto Lugar
| 20 de diciembre, 11:00 | Chivas de Guadalajara | 0:1     | México               | Cancha Alberto Buccicardi, Santiago |  |
|                        |                       | Reporte | - Alejandro Lara 28' |                                     |  |

#### Tercer Puesto
| 20 de diciembre. 12:30 | Chile                                                            | 3:3 (4:3 p.) | Nacional                                                          | Cancha Alberto Buccicardi, Santiago |  |
|                        | - Agustín Volker 36' - Matías Marín 41' 44' - Nicolás Guerra 46' | Reporte      | - Thiago Vecino 27' 32' - Agustín Pereira 39' - Andrés Romero 60' |                                     |  |

#### Final
| 20 de diciembre de 2015, 17:00 | Universidad Católica | 1:0     | Atlético Paranaense                       | San Carlos de Apoquindo, Santiago |  |
| | - Manuel Reyes 39'   | Reporte | - Riuler Faustino 38' - Renan Augusto 52' |                                   |  |
| *Manuel Reyes de Universidad Católica fue elegido como el jugador del partido, por el Canal del Fútbol. - Partido preliminar al duelo de Universidad Católica vs Palestino, por la final de la Liguilla Pre-Sudamericana 2016 |                      |         |                                           |                                   |  |

## Campeón
|                                         |
| Campeón Universidad Católica 2.º título |

## Goleadores
| Jugador         | Selección o Equipo   | Goles |
| --------------- | -------------------- | ----- |
| Thiago Vecino   | Nacional             | 7     |
| Sebastián Pérez | Universidad Católica | 5     |
| Matías Meneses  | Chile                | 3     |
| Bryan Ocampo    | Nacional             | 3     |

## Estadísticas de Partidos
- Primer gol del torneo
  - Omar Beltrán de Chivas de Guadalajara contra Banfield (Fecha 1).

- Gol más rápido del torneo
  - Anotado en el minuto 3 por Danilo Nascimiento de Atlético Paranaense, vs Banfield (Fecha 3).
  - Anotado en el minuto 3 por Juan Mendoza de Banfield, vs México (Paso a definición por Quinto Lugar).

- Gol más más cercano al final del encuentro:
  - Anotado en el minuto 75 por Danilo Nascimiento en el Atlético Paranaense vs  Chivas de Guadalajara (Fecha 2).

- Mayor número de goles marcados en un partido : 7 goles
  - Nacional 7 -0 Universitario (Fecha 3)

- Mayor Victoria
  - Nacional 7 -0 Universitario (Fecha 3)

- Primera Tarjeta Amarilla
  - Juan Manuel Busto de Banfield contra Chivas de Guadalajara (Fecha 1).

- Primera Tarjeta Roja
  - Miguel Gusman de Chivas de Guadalajara contra Atlético Paranaense (Fecha 2).